# Emmeorhiza umbellata
Emmeorhiza umbellata là một loài thực vật có hoa trong họ Thiến thảo. Loài này được (Spreng.) K.Schum. mô tả khoa học đầu tiên năm 1889.

## Hình ảnh

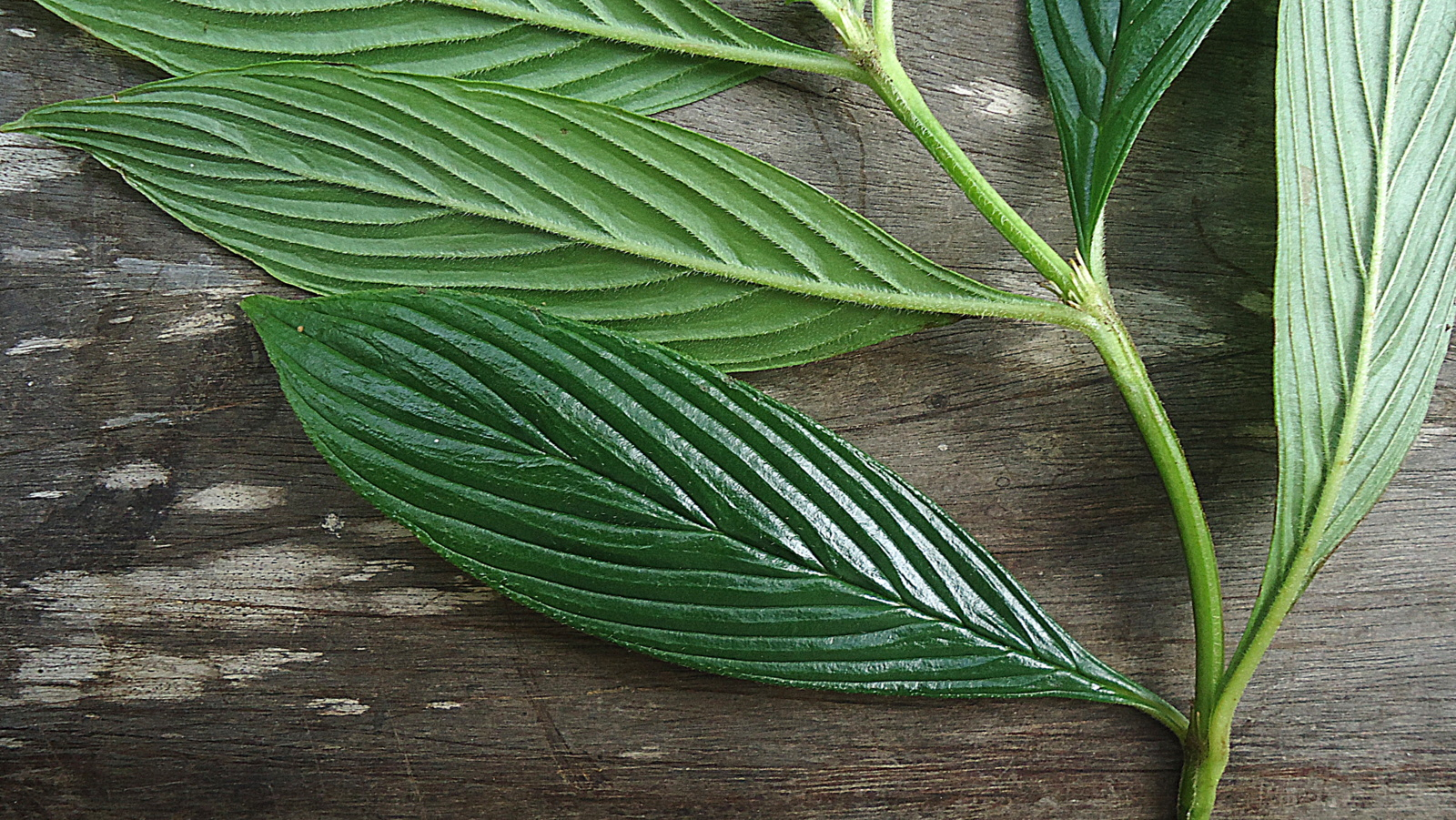
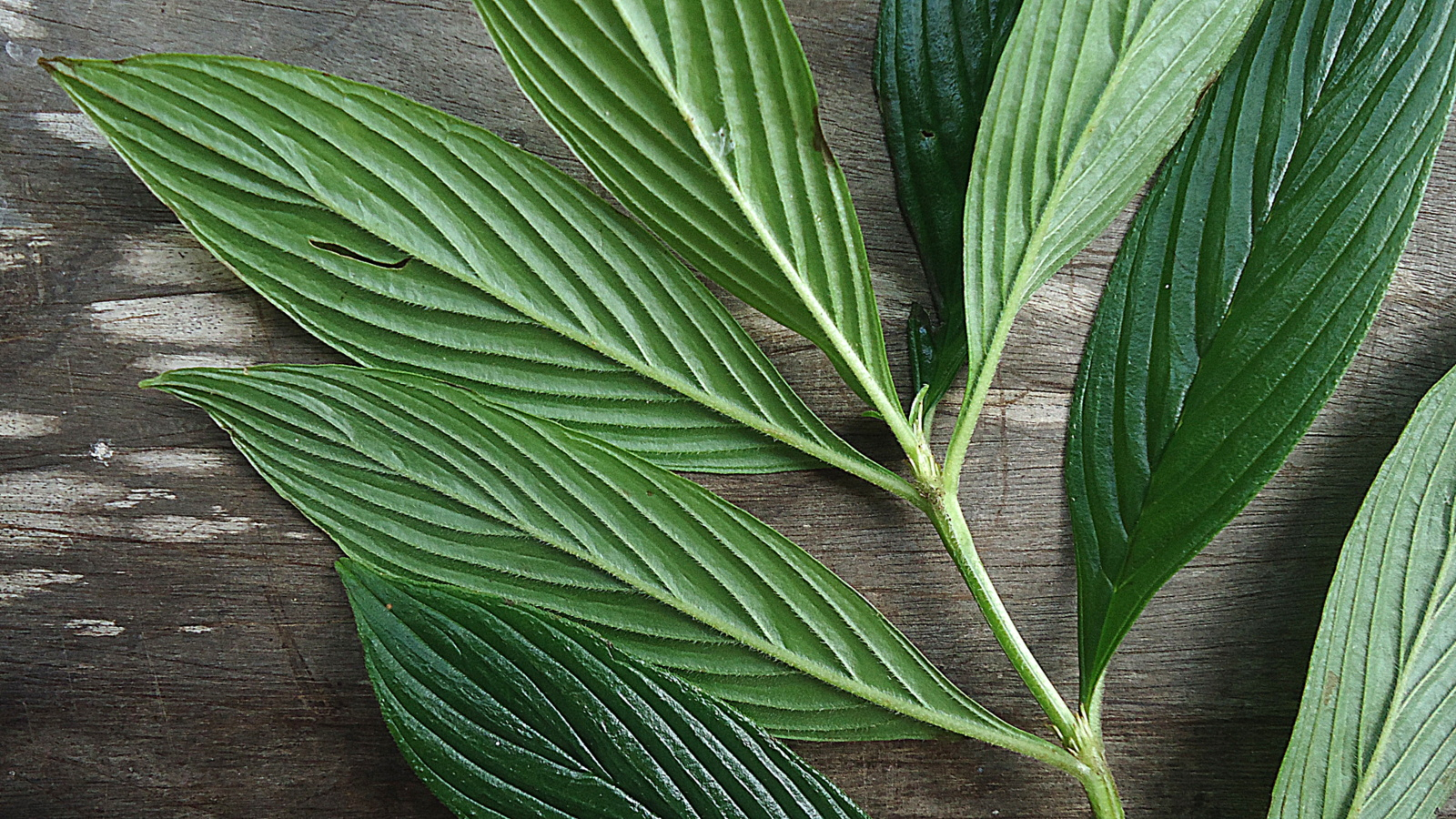
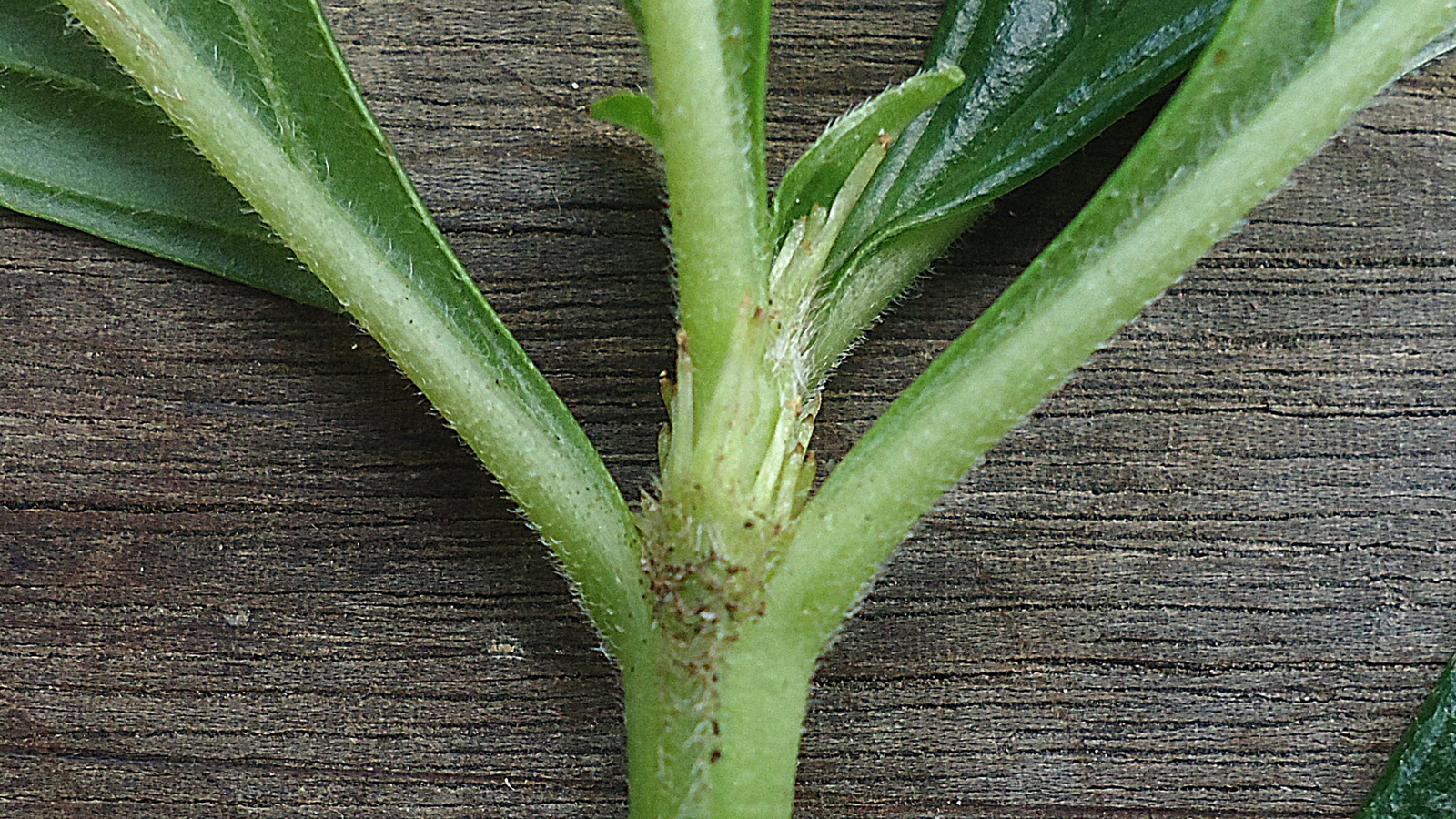
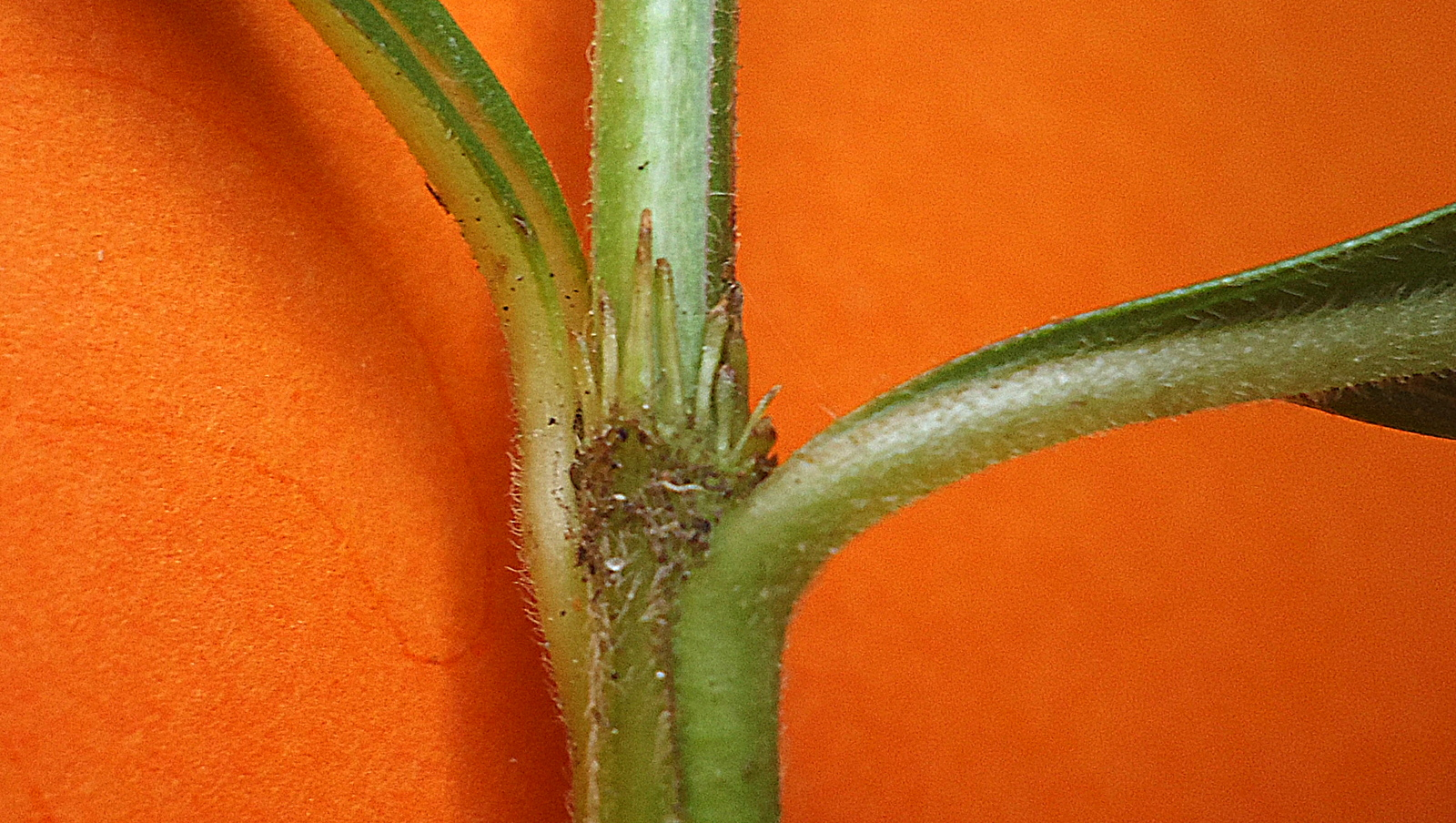